# Scotland (Connecticut)
Scotland es un pueblo ubicado en el condado de Windham en el estado estadounidense de Connecticut. En el año 2005 tenía una población de 16.354 habitantes y una densidad poblacional de 1,699 personas por km².

## Geografía
Scotland se encuentra ubicada en las coordenadas 41°42′01″N 72°04′59″O / 41.70028, -72.08306.

## Demografía
Según la Oficina del Censo en 2000 los ingresos medios por hogar en la localidad eran de $56,848, y los ingresos medios por familia eran $60,147. Los hombres tenían unos ingresos medios de $40,871 frente a los $29,830 para las mujeres. La renta per cápita para la localidad era de $22,573. Alrededor del 4.7% de la población estaban por debajo del umbral de pobreza.